# 光明福德宮
24°47′22″N 121°00′00″E / 24.789445°N 121.000069°E
光明福德宮，俗稱交大土地公廟，是位於臺灣新竹市東區光明里、國立陽明交通大學光復校區北大門前的土地廟，信徒會特別以仙草蜜作祭品。

## 祭祀
此廟位於國立陽明交通大學北大門前。別於一般拜神準備三牲、水果等供品，新竹地區的考生會來此特別用仙草蜜作祭品，以祈求學業順利。每逢考季來臨，廟方會將堆積如山的仙草蜜祭品轉送給安養機構。
在此廟服務多年的管委會委員張銘玉透露過去此廟周圍還是農田時，習慣喝仙草來退火的農民會順手拿來祭拜土地公，後來附近學生有樣學樣，遂產生祭品拿仙草的傳統。交通大學則相傳以前一位外地考生在交大研究所考前夢見一位長者說想喝仙草蜜，結果成績平平的他便考上交大，遂出現「準備仙草蜜拜土地公」可上交大之說。
像是考生祭拜中央警察大學的土地公廟也是拜泰山仙草蜜。
以教師節為誕辰。
除佑學業順利外，也有人祈求事業。廟方劉姓志工表示，來此祭拜交大土地公者大約有七成是年輕學子或是國立清華大學、國立陽明交通大學畢業生。有大學生為還願主動到廟內擦香爐、掃廁所。之前也有錄取某半導體大廠的工程師，捐出三個月本薪，約廿萬元還願。因香火鼎盛，被後方大樓住戶檢舉抗議空汙。廟方添購環保爐並加裝汙染防治設備，至於紙錢則於五點過後集中統一送到竹市焚化爐燃燒，乃新竹市首間加入低碳廟宇的土地公廟。

## 行銷
交大公共事務委員會執行長詹玉如策劃以手持仙草蜜的土地公為造型的4G隨身碟，每支定價七百元，十人、一推出即一個月賣近六百支。
泰山企業搭配2017交大藝趣節，讓學生組隊創作「土地公版」泰山仙草蜜，2017年3月26日取得六組十一件初稿提案。